# Réal
Réal en francés y oficialmente, Ral o Real en catalán, es una pequeña localidad y comuna francesa, situada en el departamento de Pirineos Orientales en la región de Languedoc-Rosellón y comarca histórica del Capcir. 
A sus habitantes se les conoce por el gentilicio de réalais en francés o ralenc, ralenca en catalán.

## Demografía
| 43 | 71 | 53 | 44 | 25 | 31 |
| Para los censos de 1962 a 1999 la población legal corresponde a la población sin duplicidades (Fuente: INSEE [Consultar]) |    |    |    |    |    |